# Proshop
Proshop – duński, działający na arenie międzynarodowej sklep internetowy z siedzibą w Højbjerg w Aarhus.

## Historia
Proshop został założony w 1995 przez Poula Thyregoda i Madsa Landroka w Aarhus i był pierwszym sklepem internetowym sprzedającym produkty elektroniczne w Danii. Przedsiębiorstwo rozwijało się, stając się jednym z największych duńskich internetowych sklepów detalicznych i osiągnęło obroty w wysokości 2,1 mld koron duńskich (ok. 1,28 mld złotych) w 2020.
Filozofia przedsiębiorstwa Proshop z jednej strony opiera się na założeniu, aby w drodze poszerzania rynku o nowe państwa oraz zwiększania asortymentu móc zaproponować szerszą ofertę. Z drugiej zaś strony, z uwagi na automatyzację, procesy magazynowania i realizowania zamówień mają przebiegać szybciej i wydajniej. Dzięki temu modelowi w ciągu pięciu lat udało się podwoić obroty sklepu internetowego. Ponadto w przyszłości ma on mieć zagwarantowaną konkurencyjną pozycję na rynku. Działania automatyzacyjne obejmują, między innymi, nastawiony na konkurencyjne ceny algorytm kontrolowania cen, a także zautomatyzowany magazyn mieszczący się w Højbjerg, w którym funkcjonuje 40 robotów magazynowych.
Każdego roku przedsiębiorstwo Proshop sprzedaje przez Internet ok. 1 mln produktów. Siedziba przedsiębiorstwa wraz z punktem odbioru znajduje się w Højbjerg w Aarhus. Przedsiębiorstwo ma także punkt odbioru w Kopenhadze oraz miejscowy oddział w Bø, w Norwegii. Proshop działa aktualnie w Danii, Szwecji, Norwegii, Finlandii, Niemczech, Austrii oraz w Polsce.

## Asortyment
Asortyment przedsiębiorstwa Proshop obejmuje ponad 130 000 produktów. Spółka skupia się przede wszystkim na produktach elektronicznych, takich jak urządzenia gospodarstwa domowego, telefony komórkowe, komputery i akcesoria, foto i wideo, oprogramowanie, TV i hi-fi, akcesoria gamingowe oraz urządzenia sieciowe. Ponadto oferta obejmuje produkty przeznaczone do domu i ogrodu, takie jak zabawki, narzędzia, materiały biurowe i oświetlenie.

## Zaangażowanie społeczne
Proshop zatrudnia wielu pracowników z autyzmem. W tym zakresie przedsiębiorstwo współpracuje z placówką kształcenia zawodowego AspIT, pomagającą młodym dorosłym osobom z autyzmem, podobnymi diagnozami oraz szczególnymi potrzebami przygotować się do wymogów rynku pracy w branży IT.